# Трансцендентальний ідеалізм
Трансцендента́льний ідеалі́зм (нім. transzendentale Idealism) — установка у вченні Канта, що ототожнює й обмежує спостережувані речі феноменами свідомості. Основною передумовою цієї установки є відмінність між явищами як одиницями досвіду і речами в собі. Кант в Критиці чистого розуму прямо ототожнює свою філософію з трансцендентальним ідеалізмом. Протилежністю трансцендентального ідеалізму є трансцендентальний реалізм.
Трансцендентальний реалізм — установка у філософії Канта, що ототожнює явища з речами так, як вони існують самі по собі.
Трансцендентальний об'єкт (нім. transzendentale Objekt) у вченні Канта — гіпотетична першопричина всіх явищ. Під трансцендентальним об'єктом йдеться або про Бога, або матерію.